# Mezentia cutteri
Mezentia cutteri is een rechtvleugelig insect uit de familie Romaleidae. De wetenschappelijke naam van deze soort is voor het eerst geldig gepubliceerd in 1938 door Rehn.